# S/2015 (136472) 1
S/2015 (136472) 1은 왜행성 마케마케의 유일한 위성으로, MK2라는 별칭이 붙어 있다. 반사율을 4%로 추정했을 때 지름은 175 km이며, 궤도 긴반지름은 21,000 km, 공전 주기는 약 12일이다. 궤도 이심률이 밝혀지지 않아 세부적인 수치는 파악할 수 없다. S/2015 (136472) 1은 2015년 4월 허블 우주 망원경을 사용한 관측에서 드러났고, 2016년 4월 26일 발견 사실이 공표되었다.
S/2015 (136472) 1의 발견으로 마케마케의 질량을 측정할 수 있게 되었고, 이를 통해 밀도까지 추정할 수 있다.

## 관측
초기 관측에서는 S/2015 (136472) 1의 반사율이 숯과 비슷할 정도로 어둡다는 것이 드러났는데, 마케마케가 카이퍼 대에서 두 번째로 밝은 천체라는 점과 비교하면 이는 상당히 놀라운 결과이다. 한 가설에서는 S/2015 (136472) 1의 중력이 너무 약해 표면에서 얼음이 승화하는 것을 막지 못해 어두워졌다고 추정한다.
S/2015 (136472) 1의 궤도가 원형인지 찌그러져 있는지는 추가적인 관측이 필요하다. 만약 원형이라면 일종의 충돌 사건에서 형성된 위성일 것이고, 찌그러져 있다면 포획된 위성일 가능성이 높다.
S/2015 (136472) 1의 궤도는 지구에서 보기에 마케마케 가장자리에 정확히 맞추어져 있는 듯이 보이는데, 이로 인해 마케마케의 밝기에 가려 위성을 관측하기가 힘들어진다.

## 이름
S/2015 (136472) 1은 천체 (136472) 마케마케에서 2015년 발견된 첫 번째 위성이라는 뜻이며, 별칭 'MK2'는 마케마케계의 두 번째 천체라는 뜻이다.
마케마케가 이스터 섬의 신화에서 이름이 붙은 천체이니만큼, 미래에 이름이 붙는다면 관련된 이름이 붙을 가능성이 높다.